# Воробьёв, Борис Яковлевич
Борис (Исай) Яковлевич Воробьёв (6 ноября 1911—25 апреля 1990) — советский скульптор-анималист.

## Биография
Родился в городе Томске в 1911 году. В юности пробовал работать по различным специальностям, сменил ряд профессий. Так, был помощником каменщика, учителем в школе, работал воздушным гимнастом в цирке, затем учился в строительном техникуме.
В 1932 году поступил в Московский архитектурно-строительный институт, в котором учился по 1935 год. Учась в институте, Воробьёв пробует создавать художественные произведения, участвует в выставках. В 1935 году первую и вторую премии присуждают совместно ему и другому любителю. Случайно увидевший работы Воробьёва известный советский художник Исаак Израилевич Бродский советует ему серьёзно заняться скульптурой. Такого же мнения был и известный художник-анималист Василий Алексеевич Ватагин, которого потом всю жизнь Воробьёв будет почтительно и ласково звать «Батей». Ведь именно иллюстрации Ватагина к произведению Киплинга «Книга джунглей» побудили Воробьёва к художественному изображению животных.
В 1936 году Борис переезжает в Ленинград, где поступает в Академию художеств, чтобы стать скульптором. В Академии Воробьёв обучался у В. Богатырева и А. Матвеева. В 1946 году он окончил Академию, представив к защите диплома вырезанную из дерева скульптуру «Волчица в капкане». Выбор такой «натуры» явился смелым решением, поскольку ранее в качестве тем дипломных работ представляли изображение человека. Противников художественного решения Воробьёва было много, но Борис сумел защитить свой выбор.
С 1936 года Воробьёв связан работой с Ломоносовским фарфоровым заводом (ЛФЗ). Многие работы скульптора завод выпускал массовыми тиражами, зачастую вместо имени автора указывая только своё клеймо.
Помимо скульптурных изображений животных, в 1950-е годы Борис Яковлевич создал серию скульптур, иллюстрирующих произведения Гоголя и Чехова. Известны также его скульптурные работы в других жанрах, например, портреты, обнажённые модели и другие работы.
В 1950-е годы Воробьёв становится признанным мастером скульптуры, участвует во многих выставках, как в СССР, так и за рубежом. В 1958 году на всемирной выставке в Брюсселе он получает серебряную медаль, и в 1959 году, в Остенде. Его произведения стали приобретать крупные музеи.
В 1972 году скульптор покидает ЛФЗ, чтобы избавиться от кабальной зависимости «фарфоровой скульптуры» массового производства, и воплотить свои идеи в других материалах, прежде всего в любимом им дереве. Ему это удаётся. Он создаёт несколько значительных станковых произведений, часть которых находится теперь в Дарвиновском музее в Москве.
Работы Воробьёва Б. Я. хранятся в фондах многих известных музеев, в частности, Государственной Третьяковской галереи, Государственного музея керамики и «Усадьбы Кусково XVIII в.», Государственного историко-архитектурного, художественного и ландшафтного музея-заповедника «Царицыно», в Государственном Эрмитаже в Санкт-Петербурге, проводятся их выставки.
Похоронен на Северном кладбище Санкт-Петербурга, рядом жена — Мариам Иосифовна Воробьёва (1917—1997).

## Работы
- Серия «Квартет» (1949),
- «Белый медведь» (1950),
- «Спящие медвежата» (1951),
- «Лось» (1951) (отлитая в бронзе скульптура установлена на одной из центральных площадей города Мончегорск — площади Пяти углов. Фигура стала символом города. Лось в гербе Мончегорска перекликается с этой фигурой),
- «Волк и журавль» (1950), «Квартет» (1951) (на сюжеты басен Крылова),
- «Бобер и лиса» (1951), «Заяц во хмелю» (1951) (на сюжеты басен Михалкова),
- Персонажи поэмы Н. В. Гоголя «Мертвые души» (1952—1954)[6]:
  - «Чичиков», «Ноздрев», «Плюшкин», «Коробочка», «Маниловы», «Собакевич»,
- Персонажи комедии Н. В. Гоголя «Ревизор»[6]:
  - «Городничий», «Хлестаков», «Бобчинский и Добчинский»,
- «Гималайский медведь» (1957),
- «Пантера» (1957),
- «Тигр лежащий» (1958),
- «Пантера (Ярость)» (1967),

## Статьи
- «Люди, львы, орлы и куропатки…».